# Monostaechas sibogae
Monostaechas sibogae is een hydroïdpoliep uit de familie Halopterididae. De poliep komt uit het geslacht Monostaechas. Monostaechas sibogae werd in 1913 voor het eerst wetenschappelijk beschreven door Billard. 